# Sidi M'Hamed (Alger)
Pour les articles homonymes, voir Sidi M'Hamed.
Sidi M'Hamed est une commune algérienne, créée dès 1835 sous le nom de Mustapha, mais constituant désormais une partie du centre d'Alger, particulièrement connue à cause de l'hôpital Mustapha-Pacha.

## Géographie

### Situation
La commune de Sidi M'Hamed se situe à environ 2,5 km au sud du centre-ville ancien ; elle jouxte le port moderne, notamment le môle de Skikda.
| Alger-Centre | Alger-Centre | Alger-Centre |
| Alger-Centre | Sidi M'Hamed | Belouizdad   |
| El Mouradia  | El Mouradia  | Belouizdad   |

### Transports
- Gare ferroviaire : AGHA
- Gare de bus : place du 1er Mai et Aissat Idir
- Taxi : Place de la Concorde (ex place du 1er Mai)
- En projet : téléphérique : place du 1er Mai El Mouradia
- Métro d'Alger, trois stations :  Aïssat Idir, 1er Mai, Khelifa Boukhalfa

## Histoire

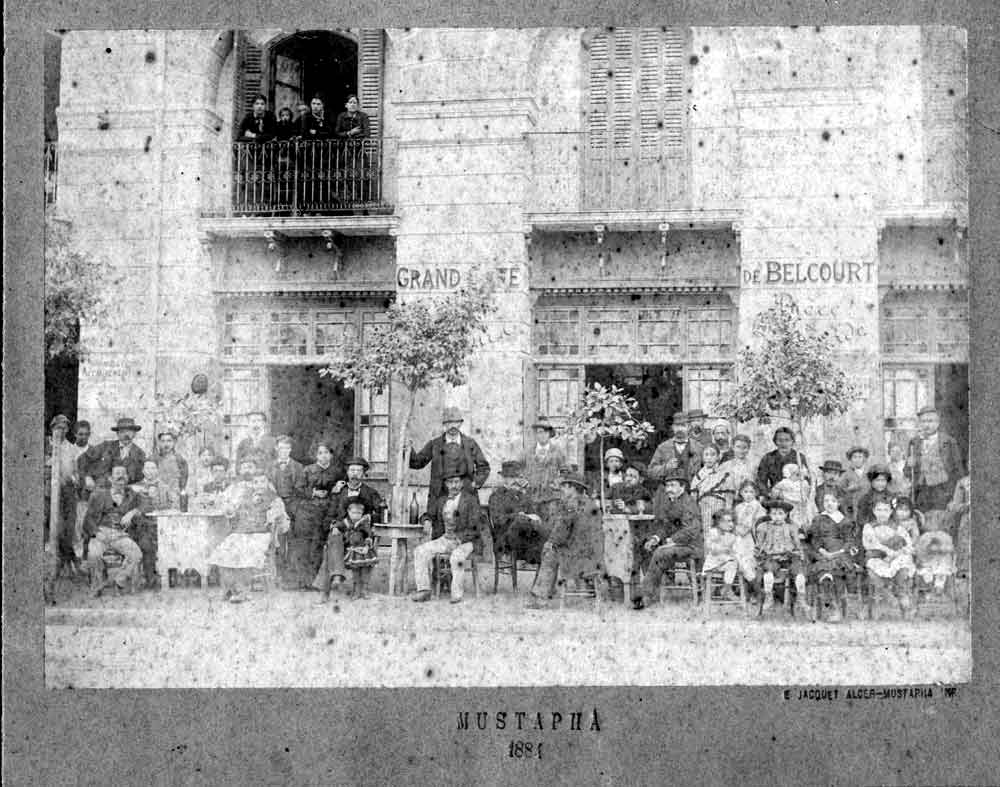
Le Grand Café de Belcourt en 1884.

À l'arrivée des Français en 1830, à quelques centaines de mètres de la ville d'Alger, se trouve un plateau appelé Zebboudj El Agha qui servait au regroupement des troupes ottomanes et plus bas une villa appartenant aux héritiers du dey Mustapha Pacha II qui servait à recevoir les malades et les blessés, c'est à cet endroit qu'est bâti l’hôpital Mustapha Pacha en 1854. Autour de l'Agha ainsi que du petit village d'Isly ainsi que plusieurs édifices appartenant à Mustapha Pasha, la commune de « Mustapha » est créée en 1835. Avec la construction du quartier européen, la ville d'Alger rejoint très vite le faubourg de Mustapha, puis avec le développement rapide autour du plateau Saulière, la commune est une première fois rattachée à Alger en 1848 avant de redevenir une commune indépendante en 1871 à la suite de pétitions des habitants.
La commune se développe et compte bientôt un hôpital, des abattoirs, une usine à gaz, plusieurs fabriques industrielles ainsi que l'École supérieure d'Alger. C'est ainsi que la commune est à nouveau rattachée en 1904 pour devenir l'un des douze arrondissements de la ville. Mustapha abrite alors le palais d'été des gouverneurs d'Algérie, ainsi que la seconde École de médecine et de chirurgie d'Alger.
- En 1959, Mustapha et Belcourt constituent le 4e arrondissement de la ville d'Alger.
- En 1974, la daïra de Sidi M'Hamed est créée, à cette occasion le 4e arrondissement est délesté du quartier de Belcourt qui sera intégré au 5e arrondissement[3].
- En 1977, le 4e arrondissement d'Alger devient la commune de Sidi M'Hamed[4].
- Sidi M'Hamed fut nommée ainsi car le saint Sidi M'hamed Bou Qobrine est enterré au cimetière qui porte son nom dans la commune voisine de Belcourt dont la commune de Sidi M'Hamed a été séparée.

## Population et Société

### Démographie
| 1966                   | 1977    | 1987    | 1998   | 2008   |
| ---------------------- | ------- | ------- | ------ | ------ |
| 93 611 (avec Belcourt) | 124 771 | 105 996 | 90 455 | 67 873 |

### Enseignement

#### Enseignement scolaire
Dix-huit écoles primaires publiques
- École Halima Essadia
- École Ibn Toumert
- École El Amouma
- École Ibn Rachiq
- École Billal El Habchi
- École Hocine Ibn El Moumen
- École Ibrahim Mennani
- École Abou Youssef Yacoub
- École Khalid Ibn El Walid
- École Ahmed Sécoutouré
- École Mohamed Zekkal
- École Hadj Nacer
- École Ibn El Feham
- École Mohamed Ibn Zineb
- École Larbi Tebessi
- École Ali Ben Abi Taleb
- École Mohamed Mada
- École Ibn Nas
- ÉCOLE Aissat Iddir

Dix collèges d'enseignement moyen publics (CEM)
- CEM les 5 innocents
- CEM Wahiba Kebaili
- CEM Mennani
- CEM Omar Ibn Abdelaziz
- CEM Ibn El Feham
- CEM Ali Mekki
- CEM Said Ibn El Moseib
- CEM Ali Mellah
- CEM Haroun El Rachid
- CEM Selmane El Farissi
- CEM Aissat Iddir

Quatre lycées publics
- Lycée Omar Racim
- Lycée El Idrissi
- Lycée Ibn Nas
- Lycée Mazari Amar (palais du Peuple)

#### Enseignement supérieur
- Faculté de médecine, annexe de l'université d'Alger.
- Institut algérien des hautes études financières

### Santé
- CHU Mustapha-Pacha (15 ha)
- Polyclinique Mahieddine
- Centre de soins mentaux Frères-Badaoui
- Salle de soins Molière

## Administration et politique

### Sièges d'administrations
- Ministère du Travail
- Ministère de la Jeunesse et des Sports
- Ministère de l'Habitat et de l'Urbanisme
- Cour des comptes
- Conseil national des droits de l’Homme (CNDH), nouvelle dénomination de la Commission nationale consultative de promotion et de protection des droits de l'Homme (CNCPPDH) depuis 2017[5]
- Direction de la santé et de l'habitat de la wilaya d'Alger
- Établissement national de navigation aérienne (ENNA)
- Siège de la SNTF
- Siège de l'ETUSA
- Siège de l'ENTV

### Situation administrative
- L'assemblée populaire communale de Sidi M'Hamed est composée de 23 sièges.
- La commune est le siège de la daïra de Sidi M'Hamed.

### Liste des maires successifs
- 2004-2012 : Mokhtar Bourouina (FLN)
- 2012-2017 : Nacereddine Zenasni (MSP)
- 2017-2021 : ABDELHAMID BENALDJIA (RND)
- 2021-2026 : LOTFI SELLAMI (FLN)

## Vie quotidienne, culture et patrimoine

### Sports
- Piscine olympique du 1er Mai
- Salle Harcha Hassan
- complexe Ahmed Ghermoul ex Groupe lailk

### Patrimoine
- Le palais du peuple (ex-palais d'été).
- Maison du Peuple (siège de l'UGTA)
- Musée national du Bardo

### Personnalités liées à la commune
- Hannah Guyard (1837-1878), peintre, y est mort.
- Maurice Boyau (1888-1918) joueur de rugby à XV et as de l'aviation.
- Karim Tizouiar (1963-2023), auteur-compositeur-interprète et joueur de mandole algérien.
- Polaire (1874-1939), chanteuse et actrice française.
- Claude Monet (1840-1926). Le peintre séjourne à Mustapha (avril 1861- 1862) alors qu'il a intégré le 1er régiment de chasseurs d'Afrique. Malgré les expériences pouvant paraître déplaisantes qu'a vécues Monet en Algérie, il en retient un bon souvenir en général. Il dit en effet à Gustave Geffroy : « Cela m'a fait le plus grand bien sous tous les rapports et m'a mis du plomb dans la tête. Je ne pensais plus qu'à peindre, grisé que j'étais par cet admirable pays, et j'eus désormais tout l'assentiment de ma famille qui me voyait si plein d'ardeur" (Geffroy 1994, p. 32).
- Paul Belmondo (1898-1982), sculpteur et père de l'acteur français Jean-Paul Belmondo, est né le 8 août 1898 à Mustapha[6].

### Philatélie
En 1930, la poste française émet un timbre de 50 centimes bleu et rose, intitulé Vue prise de Mustapha supérieur, à Alger. Elle célèbre ainsi le centenaire de l'Algérie française.